# MAG-7
MAG-7 là loại súng shotgun do hãng Techno Arms PTY tại Nam Phi phát triển. Nó được thiết kế với mục đích chiến đấu tầm gần trong môi trường chật hẹp nơi yêu cầu vũ khí có độ cơ động tốt và hỏa lực mạnh. Để có được hỏa lực cao súng sử dụng đạn shotgun. Vì shotgun thường quá dài và lượng đạn trong súng khá giới hạn nên Techno Arms đã quyết định kết hợp thiết kế của súng tiểu liên và shotgun nạp đạn kiểu bơm.

## Thiết kế
MAG-7 có hình dáng bên ngoài khá giống một khẩu Uzi phóng đại nhưng sử dụng cơ chế nạp đạn kiểu bơm cũng như cấu tạo hoàn toàn khác. Thân súng được làm bằng thép ép, tay cầm cò súng được làm bằng nhựa. Súng sử dụng đạn dài 60 vì nếu dài hơn thì tay cầm cò súng, nơi sẽ nạp hộp đạn sẽ trở nên quá lớn để có thể cầm, việc này cùng với nòng ngắn của súng khiến cho tầm bắn hiệu quả trở nên rất ngắn nhưng vẫn thích hợp với cận chiến. Ốp lót tay phía trước của súng chính là cần lên đạn khi nạp viên đạn mới xạ thủ chỉ cần kéo ốp lót này hệ thống nạp đạn hoạt động.
Nút khóa an toàn nằm ở phía trái súng phía trên tay cầm, nếu muốn bắn hay nạp đạn thì nút này phải được ấn vào. Nó giúp cho việc mang súng bằng cả hai tay một cách an toàn để đạm bảo cho việc súng không khai hỏa một cách bất cẩn. Súng dùng để cận chiến tầm gần ngay khi nhìn thấy mục tiêu nên không cần ngắm vì thế MAG-7 không có báng súng, nhưng muốn vẫn có thể gắn thêm báng súng dạng khung có thể gấp lên trên.
Vì mẫu chính là loại ngắn cơ động nên nó không thích hợp với quy định về vũ khí dân sự ở hầu hết các nước. Mẫu dân sự của súng có nòng dài hơn và báng súng gỗ cố định nên làm mất đi tính cơ động đặc trưng của loại súng này nhưng thích hợp với các quy định.